# 대한민국 민법 제802조
대한민국 민법 제802조는 가족의 범위에 대한 친족법 조문이다.

## 조문
제802조(가족의 범위) ① 다음의 자는 가족으로 한다.
1. 배우자, 직계혈족 및 형제자매
2. 직계혈족의 배우자, 배우자의 직계혈족 및 배우자의 형제자매
②제1항제2호의 경우에는 생계를 같이 하는 경우에 한한다.
[전문개정 2005.3.31]

## 참고 문헌
- 오현수, 일본민법, 진원사, 2014. ISBN 978-89-6346-345-2
- 오세경, 대법전, 법전출판사, 2014 ISBN 978-89-262-1027-7
- 이준현, LOGOS 민법 조문판례집, 미래가치, 2015. ISBN 979-1-155-02086-9